# Thomas Eduard Mittler
Thomas Eduard Mittler, né le 18 septembre 1928 à Vienne et mort le 13 mars 2012 à San Francisco, est un entomologiste américain.

## Publications
- (en) Ray F. Smith, Thomas E. Mittler et Carroll N. Smith (1973). History of Entomology, Annual Reviews Inc. (Palo Alto) : viii + 517 p.  (ISBN 0-8243-2101-4 et 978-0-8243-2101-7)